# Robert "Kool" Bell
Robert Earl "Kool" Bell, còn có tên Hồi giáo Muhammad Bayyan, (sinh ngày 8 tháng 10 năm 1950) là một ca sĩ kiêm sáng tác nhạc và nhạc sĩ người Mỹ. Ông là thành viên sáng lập của ban nhạc jazz/R&B/soul/funk/disco Kool & the Gang.